# Мисс США 1986
Мисс США 1986 (англ. Miss USA 1986) — 35-й конкурс красоты Мисс США прошедший 20 мая 1986 года, в Майами, Флорида. Победительницей конкурса стала Кристи Фихтнер из штата Техас.

## Результаты
| Итоговое место | Участница |
| -------------- | --- |
| Мисс США 1986  | - Техас — Кристи Фихтнер |
| 1-я Вице Мисс  | - Огайо — Хэлли Берри |
| 2-я Вице Мисс  | - Джорджия — Тами Теш |
| 3-я Вице Мисс  | - Миссисипи — Синди Уилльямс |
| 4-я Вице Мисс  | - Калифорния — Келли Парсонс |
| Полуфиналистки | - Иллинойс — Триша Тереза Бах - Северная Каролина — Ронда Ноблз - Оклахома — Тереза Лукас - Южная Каролина — Марибет Карри - Вайоминг — Бет Кинг |

### Специальные награды
| Награда              | Участницы                         |
| -------------------- | --------------------------------- |
| Мисс Конгениальность | - Нью-Джерси — Лиза Самерур-Перри |
| Мисс Фотогеничность  | - Вайоминг — Бет Кинг             |
| Лучший костюм штата  | - Иллинойс — Триша Бах            |

### Final competition
| \| Штат \| Средняя оценка \| Интервью \| Купальный костюм \| Вечернее платье \| Средняя оценка полуфинала \| \| ----------------- \| -------------- \| ---------- \| ---------------- \| --------------- \| ------------------------- \| \| Техас \| 9.076 (1) \| 9.100 (3) \| 9.610 (1) \| 9.510 (1) \| 9.406 (1) \| \| Огайо \| 8.640 (2) \| 9.230 (1) \| 9.240 (2) \| 9.360 (2) \| 9.276 (2) \| \| Джорджия \| 8.440 (6) \| 8.780 (4) \| 8.910 (4) \| 8.870 (4) \| 8.853 (3) \| \| Миссисипи \| 8.530 (3) \| 9.215 (2) \| 8.570 (9) \| 8.660 (7) \| 8.815 (4) \| \| Калифорния \| 8.436 (7) \| 8.266 (8) \| 8.970 (3) \| 9.177 (3) \| 8.804 (5) \| \| Южная Каролина \| 8.443 (5) \| 8.744 (5) \| 8.870 (5) \| 8.760 (6) \| 8.791 (6) \| \| Северная Каролина \| 8.426 (8) \| 8.200 (9) \| 8.770 (6) \| 8.820 (5) \| 8.596 (7) \| \| Иллинойс \| 8.493 (4) \| 8.530 (6) \| 8.580 (8) \| 8.610 (8) \| 8.573 (8) \| \| Оклахома \| 8.356 (9) \| 8.480 (7) \| 8.730 (7) \| 8.490 (9) \| 8.566 (9) \| \| Вайоминг \| 8.301 (10) \| 7.890 (10) \| 8.370 (10) \| 8.190 (10) \| 8.150 (10) \| | Победитель 1-я Вице мисс 2-я Вице мисс 3-я Вице мисс 4-я Вице мисс (#) Место в каждом туре конкурса |            |                  |                 |                           |
| Штат | Средняя оценка                                                                                      | Интервью   | Купальный костюм | Вечернее платье | Средняя оценка полуфинала |
| Техас | 9.076 (1)                                                                                           | 9.100 (3)  | 9.610 (1)        | 9.510 (1)       | 9.406 (1)                 |
| Огайо | 8.640 (2)                                                                                           | 9.230 (1)  | 9.240 (2)        | 9.360 (2)       | 9.276 (2)                 |
| Джорджия | 8.440 (6)                                                                                           | 8.780 (4)  | 8.910 (4)        | 8.870 (4)       | 8.853 (3)                 |
| Миссисипи | 8.530 (3)                                                                                           | 9.215 (2)  | 8.570 (9)        | 8.660 (7)       | 8.815 (4)                 |
| Калифорния | 8.436 (7)                                                                                           | 8.266 (8)  | 8.970 (3)        | 9.177 (3)       | 8.804 (5)                 |
| Южная Каролина | 8.443 (5)                                                                                           | 8.744 (5)  | 8.870 (5)        | 8.760 (6)       | 8.791 (6)                 |
| Северная Каролина | 8.426 (8)                                                                                           | 8.200 (9)  | 8.770 (6)        | 8.820 (5)       | 8.596 (7)                 |
| Иллинойс | 8.493 (4)                                                                                           | 8.530 (6)  | 8.580 (8)        | 8.610 (8)       | 8.573 (8)                 |
| Оклахома | 8.356 (9)                                                                                           | 8.480 (7)  | 8.730 (7)        | 8.490 (9)       | 8.566 (9)                 |
| Вайоминг | 8.301 (10)                                                                                          | 7.890 (10) | 8.370 (10)       | 8.190 (10)      | 8.150 (10)                |

## Штаты-участницы
| - Алабама – Хизер Ховард - Аляска – Ким Кристофер-Тейлор - Аризона – Джоди Ли Армстронг - Арканзас – Ронда Блейлок - Калифорния – Келли Парсонс - Возраст: 22 - Колорадо – Шерил Энн Роледер - Коннектикут – Дженнифер Бенусис - Делавэр – Линн Мари Тейлор - Вашингтон (округ Колумбия) – Дезире Китинг - Флорида – Кэти Розенвинкель - Джорджия – Тами Теш - Возраст: 21 - Гавайи – Тони Коста - Айдахо – Келли Катрон - Иллинойс – Триша Тереза Бах - Возраст: 22 - Индиана – Дайан Андрисяк - Айова – Холли Уилкинс - Канзас – Одра Окерман - Кентукки – Джеки Тейлор - Луизиана – Селия Брэди - Мэн – Энни Льюис - Мэриленд – Келли Келер - Массачусетс – Шейла Патрик Бенсон - Мичиган – Лиза Бернарди - Миннесота – Синтия Джейн Петерсон - Миссисипи – Барбара Вебстер - Миссури – Синди Джейн Уильямс - Возраст: 22 | - Монтана – Лори Райан - Небраска – Эллен Уитроу - Невада – ЛеАнна Грант - Нью-Гэмпшир – Линда Мэри Пулин - Нью-Джерси – Лиза Саммерур-Перри - Нью-Мексико – Хизер Хауэлл - Нью-Йорк – Бет Лауфер - Северная Каролина – Ронда Ноблз - Возраст: 20 - Северная Дакота – Бет Энн Реммик - Огайо – Хэлли Берри - Возраст: 19 - Оклахома – Тереза Лукас - Возраст: 23 - Орегон – Кимберли Энн Стаблфилд - Пенсильвания – Шерри Фицпатрик - Род-Айленд – Донна Сильва - Южная Каролина – Марибет Карри - Возраст: 20 - Южная Дакота – Лори Шумахер - Теннесси – Карен Комптон - Техас – Кристи Фихтнер - Возраст: 23 - Юта – Стефани Ребер - Вермонт – Трейси Даниэль Мортон - Виргиния – Морин Карни МакДоннелл - Вашингтон – Жаклин МакМахон - Западная Виргиния – Шонна Лайонс - Висконсин – Бонни Джоан Бонниксен - Вайоминг – Бет Кинг - Возраст: 22 |

## Судьи
- Майкл Янг[англ.]
- Дэвид Робинсон
- Мэй Шэнли — победительница Мисс США 1984
- Джон Каллахан[англ.]
- Мириам Стивенсон — победительница конкурсов Мисс США 1954 и Мисс Вселенная 1954
- Кристофер Хьюитт[англ.]
- Кэрол Коннорс[англ.]
- Джон Майкл Болджер[англ.]
- Мария Ременьи — победительница Мисс США 1966
- Уэймен Тисдейл
- Кимберли Тоумз — победительница Мисс США 1977
- Рене Энрикес[англ.]